# Myrmeleon (Myrmeleon) pallescens
Myrmeleon (Myrmeleon) pallescens is een insect uit de familie van de mierenleeuwen (Myrmeleontidae), die tot de orde netvleugeligen (Neuroptera) behoort. 
Myrmeleon (Myrmeleon) pallescens is voor het eerst wetenschappelijk beschreven door Navás in 1934.